# Carpinus hebestroma
Carpinus hebestroma ist ein kleiner Baum aus der Gattung der Hainbuchen (Carpinus) mit purpurn-braunen Zweigen und beinahe kahlen Blättern. Das natürliche Verbreitungsgebiet der Art liegt auf Taiwan.

## Beschreibung
Carpinus hebestroma ist ein bis zu 8 Meter hoher Baum mit dunkelgrauer Rinde. Die Zweige sind purpurn-braun, dünn und flaumig behaart. Die Laubblätter haben einen 7 bis 10 Millimeter langen, dünnen und flaumig behaarten Stiel. Die Blattspreite ist 5 bis 5,5 Zentimeter lang und 1,4 bis 1,5 selten bis 1,8 Zentimeter breit, lanzettlich bis eiförmig-lanzettlich, zugespitzt bis geschwänzt, mit mehr oder weniger gerundeter Basis und einem unregelmäßig einfach gesägten Blattrand. Es werden elf bis zwölf Nervenpaare gebildet. Beide Seiten sind beinahe kahl.
Die weiblichen Blütenstände sind 3 bis 3,5 Zentimeter lang bei Durchmessern von etwa 1,5 Zentimetern. Die Blütenstandsachse ist 1,5 bis 2 Zentimeter lang und flaumig behaart. Die Tragblätter sind 7 bis 10 Millimeter lang, etwa 5 Millimeter breit, breit „halb-eiförmig“ und mit stumpfer Spitze. Die Blätter haben vier oder fünf Blattadern erster Ordnung. Beide Seiten sind entlang der netzartig verteilten Blattadern spärlich flaumig behaart. Der äußere Blattrand ist gezähnt, der innere Teil ist ganzrandig mit eingerolltem basalem Blattöhrchen ohne basale Lappen. Als Früchte werden etwa 2,5 Millimeter lange und 1,5 Millimeter breite, gerippte, dicht flaumig und an der Spitze zottig behaarte, spärlich mit Harzdrüsen besetzte Nüsschen gebildet. Carpinus hebestroma blüht von Mai bis Juli, die Früchte reifen von Juli bis September.

## Vorkommen und Standortansprüche
Das natürliche Verbreitungsgebiet liegt im Osten von Taiwan in Wäldern auf Berghängen in 1000 bis 1500 Metern Höhe.

## Systematik
Carpinus hebestroma ist eine Art aus der Gattung der Hainbuchen (Carpinus). Diese wird in der Familie der Birkengewächse (Betulaceae) der Unterfamilie der Haselnussgewächse (Coryloideae) zugeordnet. Die Art wurde 1932 von Yoshimatsu Yamamoto erstmals wissenschaftlich beschrieben. Der Gattungsname Carpinus stammt aus dem Lateinischen und wurde schon von den Römern für die Hainbuche verwendet.

## Nachweise